# OGLE-TR-10
OGLE-TR-10 — переменная звезда в созвездии Стрельца на расстоянии примерно 5000 световых лет от Солнечной системы. Вокруг звезды обращается, как минимум, одна планета.

## Характеристики
OGLE-TR-10 представляет собой жёлтый карлик спектрального класса G2V, с массой и радиусом 1,18 и 1,15 солнечных соответственно. Звезда значительно моложе нашего дневного светила: её возраст составляет всего 1,1 млрд лет (возраст Солнца — 4,57 млрд лет). Видимая звёздная величина звезды составляет +15,78m.

## Планетная система

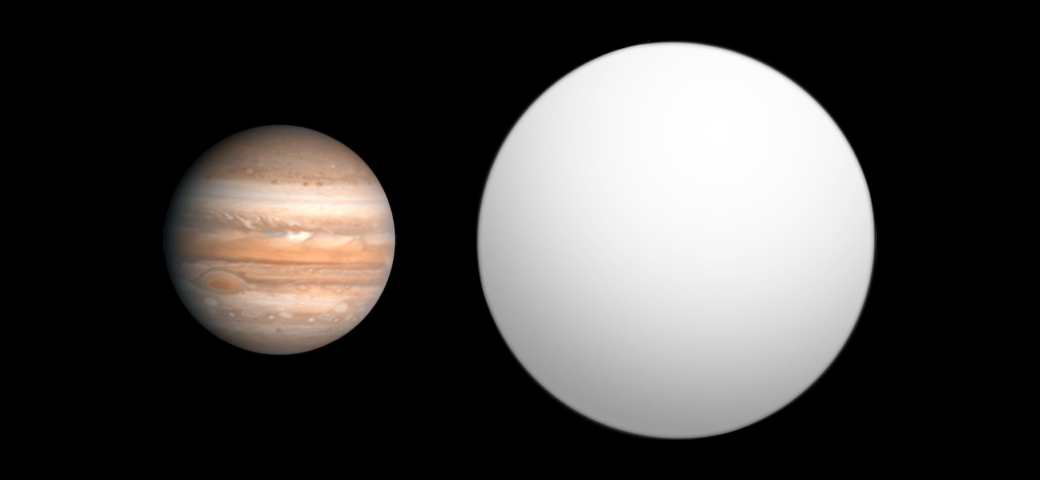
Сравнение размеров OGLE-TR-10 b и Юпитера

В 2002 году группой астрономов из обсерватории Лас-Кампанас (Чили) было объявлено об открытии планеты OGLE-TR-10 b в системе OGLE-TR-10. Она относится к классу горячих юпитеров, газовых гигантов, обращающихся чрезвычайно близко к родительской звезде. Радиус планеты составляет 1,24 юпитерианских, а масса — 0,57 масс Юпитера, что говорит о необычно низкой плотности вещества в недрах планеты. Она обращается на среднем расстоянии 0,04 а.е. от OGLE-TR-10 и совершает полный оборот за 3,1 земных дня. Открытие планеты было совершено транзитным методом.